# Christine Mboma
Pour les articles homonymes, voir Mboma.
Christine Mboma (née le 22 mai 2003 à Divundu) est une athlète namibienne, spécialiste du 200 mètres  et du 400 mètres. En 2021, l'âge de 18 ans, elle remporte la médaille d'argent du 200 m aux Jeux olympiques de Tokyo.

## Biographie

### Médaille d'argent olympique sur200m(2021)
Le 11 avril 2021, à Lusaka en altitude, Christine Mboma établit la marque de 49 s 24 sur 400 mètres, temps constituant un nouveau record du monde junior. La meilleure marque mondiale junior était détenue depuis 1991 par l'Allemande Grit Breuer (49 s 42).
Le 30 juin 2021, à Bydgoszcz, elle remporte l'épreuve du 400 mètres dans le temps de 48 s 54, établissant la 12e meilleure performance de tous les temps sur la distance (la 7e athlète la plus rapide) et confirmant son record du monde junior établi quelques semaines plus tôt. Elle améliore par ailleurs de près d'une demi-seconde le record d'Afrique détenu depuis 1996 par la Nigériane Falilat Ogunkoya, mais cette performance n'est pas reconnue par World Athletics.
En raison d'un taux trop élevé de testostérone (hormone mâle), à savoir supérieur à cinq nanomoles par litre de sang (règlement adopté par World Athletics en 2019), Christine Mboma et sa compatriote Beatrice Masilingi ne peuvent participer au 400 m des Jeux olympiques d'été de Tokyo, en août 2021. En conséquence, le comité national olympique namibien inscrit les deux jeunes femmes à l'épreuve du 200 m. Le 3 août, Christine Mboma remporte la médaille d'argent sur cette distance, derrière Elaine Thompson-Herah, en établissant un nouveau record du monde junior en 21 s 81,. Elle devient ainsi la première femme namibienne à remporter une médaille olympique.
Le 9 septembre 2021, au meeting de la ligue de diamant de Zurich, elle court le 200 m en 21 s 78, nouveau record d'Afrique et nouveau record du monde junior,.

### Saison 2022
Le 30 avril 2022 à Gaborone, Christine Mboma établit un nouveau record d'Afrique junior du 100 m en 10 s 97. Une heure après cette performance, elle réalise 21 s 87 sur 200 m.

## Palmarès

### International
| Date | Compétition                   | Lieu             | Résultat | Épreuve   | Temps   |
| ---- | ----------------------------- | ---------------- | -------- | --------- | ------- |
| 2021 | Jeux olympiques               | Tokyo            | 2e       | 200 m     | 21 s 81 |
| 2021 | Championnats du monde juniors | Nairobi          | 1re      | 200 m     | 21 s 84 |
| 2021 | Championnats du monde juniors | Nairobi          | 2e       | 4 × 100 m | 43 s 76 |
| 2021 | Ligue de diamant              | Ligue de diamant | 1re      | 200 m     |         |
| 2022 | Jeux du Commonwealth          | Birmingham       | 3e       | 200 m     | 22 s 80 |

### National
| Date | Compétition             | Lieu     | Résultat | Épreuve   | Temps         |
| ---- | ----------------------- | -------- | -------- | --------- | ------------- |
| 2020 | Championnats de Namibie | Windhoek | 1re      | 800 m     | 2 min 11 s 65 |
| 2020 | Championnats de Namibie | Windhoek | 1re      | 1 500 m   | 5 min 3 s 84  |
| 2021 | Championnats de Namibie | Windhoek | 1re      | 400 m     | 49 s 22       |
| 2021 | Championnats de Namibie | Windhoek | 1re      | 800 m     | 2 min 11 s 96 |
| 2021 | Championnats de Namibie | Windhoek | 1re      | 4 × 100 m | 44 s 78       |

## Records
| Épreuve | Performance       | Lieu     | Date             |
| ------- | ----------------- | -------- | ---------------- |
| 100 m   | 10 s 97 (AJR)     | Gaborone | 30 avril 2022    |
| 200 m   | 21 s 78 (AR, WJR) | Zurich   | 9 septembre 2021 |
| 400 m   | 49 s 22 (NR)      | Windhoek | 17 avril 2021    |

## Hommages
Elle reçoit le prix Personnalité sportive africaine de l'année 2021 de la BBC.